# Cobubatha olivacea
Cobubatha olivacea är en fjärilsart som beskrevs av Grossbeck 1917. Cobubatha olivacea ingår i släktet Cobubatha och familjen nattflyn. Inga underarter finns listade i Catalogue of Life.